# Viciria epileuca
Viciria epileuca là một loài nhện trong họ Salticidae.
Loài này thuộc chi Viciria. Viciria epileuca được Eugène Simon miêu tả năm 1903.